# Przepuklina pachwinowa

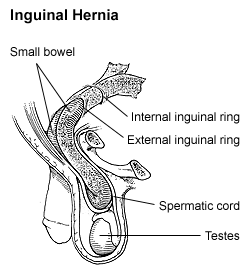
Ryc. 1. Diagram przedstawiający schemat przepukliny pachwinowej u mężczyzny, widok od strony lewej; podpisy wskazują kolejno (od góry): jelito cienkie, głęboki pierścień pachwinowy, powierzchowny pierścień pachwinowy, powrózek nasienny i jądra

Przepuklina pachwinowa (łac. hernia inguinalis, ang. inguinal hernia) – przepuklina umiejscowiona w okolicach pachwiny. (Ryc. 1 i 3)

## Typy przepuklin
Wyróżnia się dwa typy przepuklin pachwinowych:
- przepuklina pachwinowa skośna, inaczej zwana boczną – bo leży bocznie od naczyń nabrzusznych dolnych (łac. hernia inguinalis obliqua; ang. indirect inguinal hernia);
- przepuklina pachwinowa prosta, inaczej zwana przyśrodkową, bo leży przyśrodkowo od naczyń nabrzusznych dolnych (łac. hernia inguinalis directa; ang. direct inguinal hernia);
- przepuklina może występować pod postacią przepukliny kombinowanej, gdzie wrota przepuklinowe zajmują obydwie komponenty przepukliny (ang. pantaloon hernia)[1][2].

Przepuklina pachwinowa skośna rozpoczyna się w pierścieniu głębokim. Kanałem przepukliny jest kanał pachwinowy. Ujście znajduje się pod skórą w okolicach moszny w tzw. pierścieniu powierzchownym (Ryc. 2 i 4).
Przepuklina pachwinowa prosta różni się od przepukliny skośnej przebiegiem. Nie przechodzi przez kanał pachwinowy, lecz bezpośrednio z jamy brzusznej, na skutek osłabienia mięśni powłok podbrzusza, w tzw. trójkącie Hesselbacha. Jej ujście znajduje się również w okolicy moszny (Ryc. 4 i 5).
Przepuklina udowa jest specjalną formą przepukliny prostej, gdzie worek przepuklinowy wchodzi przez rozwór naczyniowy poniżej więzadła pachwinowego na udo.
Przepuklina pachwinowa nawrotowa jest to przepuklina, która wystąpiła ponownie po uprzednio wykonanym zabiegu operacyjnym przepukliny (Ryc. 3).
W przypadku zejścia worka przepuklinowego do moszny przepuklinę taką nazywa się przepukliną mosznową.

Obrazy przepuklin pachwinowych – widok od strony jamy brzusznej
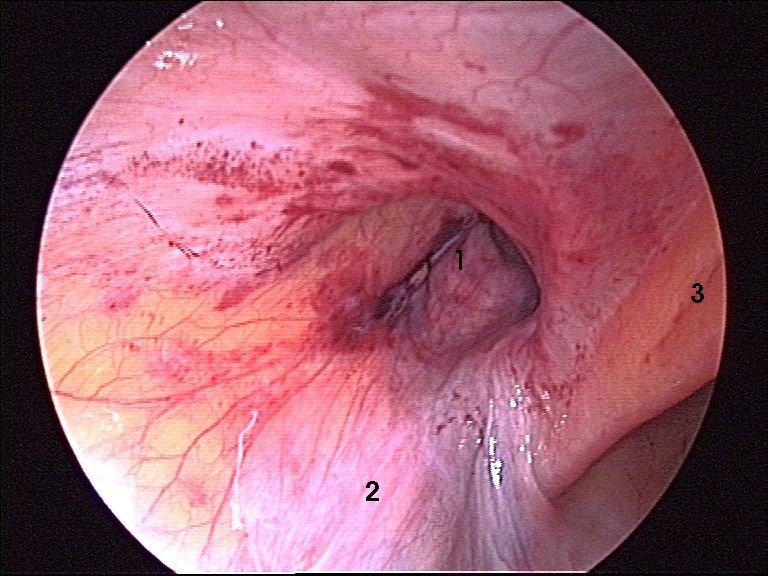
Ryc. 2 Śródoperacyjny widok kanału pachwinowego. 1. kanał pachwinowy 2. powrózek nasienny 3. naczynia nabrzuszne dolne.
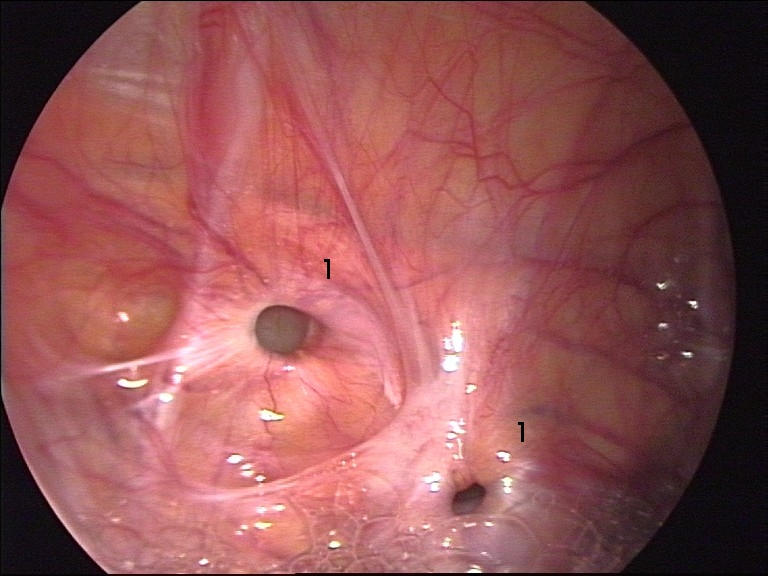
Ryc. 3 Śródoperacyjny obraz przepukliny pachwinowej nawrotowej. 1. mnogie ubytki w powięzi poprzecznej.
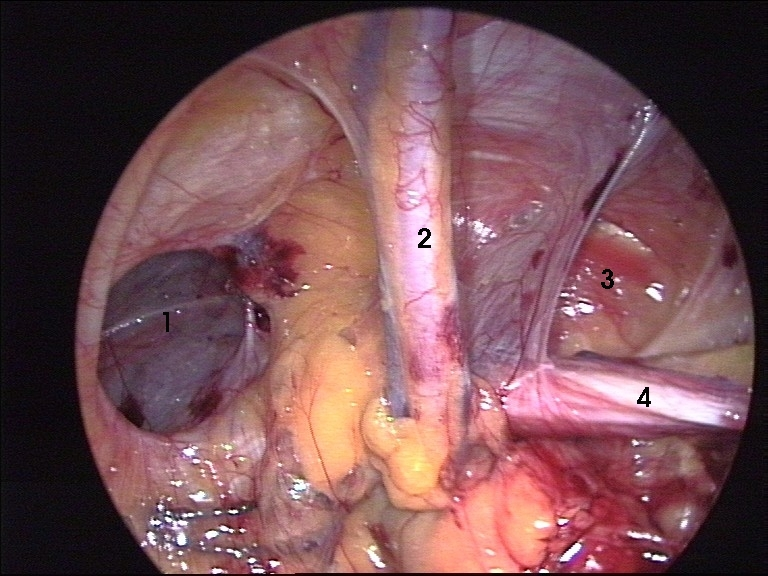
Ryc. 4 Śródoperacyjny widok przepukliny pachwinowej kombinowanej (tzw. pantaloon hernia). 1. komponenta przyśrodkowa 2. naczynia nabrzuszne dolne 3. kanał pachwinowy 4. powrózek nasienny
Ryc. 5 Śródoperacyjny widok przepukliny pachwinowej przyśrodkowej (prostej). 1. ubytek powięzi poprzecznej 2. naczynia nabrzuszne dolne.

## Leczenie przepuklin pachwinowych
Operacje przepuklin pachwinowych należą do najczęściej wykonywanych zabiegów operacyjnych na oddziałach chirurgicznych.

## Podstawowe pojęcia

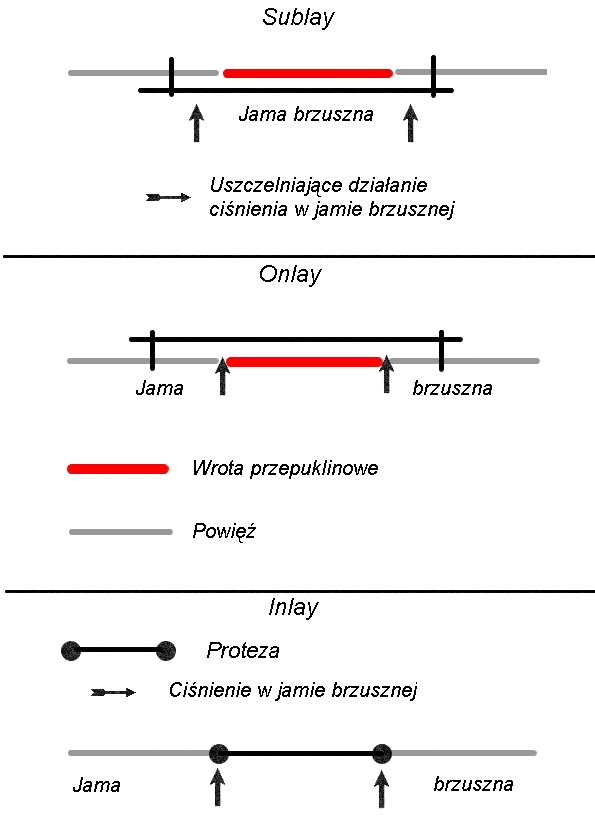
Ryc. 6. Sposób położenia protezy.
Inlay – proteza wielkości ubytku mocowana jest przy pomocy szwów;
Onlay – proteza położona jest na powięzi;
Sublay – proteza umieszczona jest poniżej powięzi

Przepukliny znane są od czasów antycznych. Zadzierzgnięcie i uwięźnięcie przepuklin, jako niebezpieczne komplikacje istniejącej przepukliny, opisane zostały już przez lekarzy antycznych. Leczenie przepuklin, szczególnie uwięźniętych i zadzierzgniętych, jest nadal wyzwaniem dla chirurgów, chociaż zasady leczenia są proste: uwolnienie uwięźniętych części jelit z wrót przepuklinowych i z worka przepuklinowego oraz zamknięcie ubytku powłok (wrót przepuklinowych), przez które przepuklina opuściła jamę brzuszną.
Odprowadzenie przepukliny może nastąpić albo przy pomocy ucisku i ręcznego odprowadzenia (Taxis) zawartości przepukliny do jamy brzusznej, albo przez operacyjne poszerzenie (herniotomia) wąskich wrót przepuklinowych.
Pierwsze udokumentowane doniesienie dotyczące leczenia operacyjnego przepuklin pachwinowych pochodzi od włoskiego chirurga Pierre'a Franca, który w roku 1561 opisał zabieg herniotomii. Francuski chirurg Ambroise Paré w roku 1585 również opisał wykonaną przez siebie herniotomię, przypuszczalnie przejętą od Franca.
Chirurgicznie przepukliny pachwinowe można leczyć poprzez:
1. Nacięcie przepukliny – Herniotomię(inne języki)
2. Zeszycie przepukliny – Herniorafię(inne języki)
3. Plastykę przepukliny – Hernioplastykę(inne języki).

Herniotomia polega na przecięciu pierścienia pachwinowego specjalnym do tego celu skonstruowanym nożem (herniotomem). Dla zabezpieczenia pętli jelitowych przed skaleczeniem pomiędzy jelita i pierścień pachwinowy wprowadza się sondę rowkowaną służącą jako prowadnica dla herniotomu. Metoda ta od momentu wprowadzenia w roku 1889 przez Bassiniego anatomicznej operacji przepuklin pachwinowych straciła na znaczeniu i nie jest więcej używana.
Herniorafia polega na anatomicznej rekonstrukcji warstw powłok jamy brzusznej w okolicy przepukliny. Przeprowadza się ją po wypreparowaniu worka przepuklinowego i repozycji (cofnięciu) zawartości worka do jamy brzusznej. Pierwszą tego typu operacją była wykonana w roku 1889 operacja metodą Bassiniego. Następne lata przyniosły przeszło 150 modyfikacji tej metody, z których najbardziej popularną stała się metoda Shouldice’a. Wszystkie techniki bazujące na zasadzie herniorafii doprowadzają, szczególnie w przypadku dużych przepuklin do napięcia w okolicy pachwinowej z następowym zaburzeniem anatomii tej okolicy. Dodatkowo przy dużym napięciu tkanek dochodzi do ich przecinania przez założone szwy, co prowadzi do wznów pooperacyjnych. (Ryc. 3)

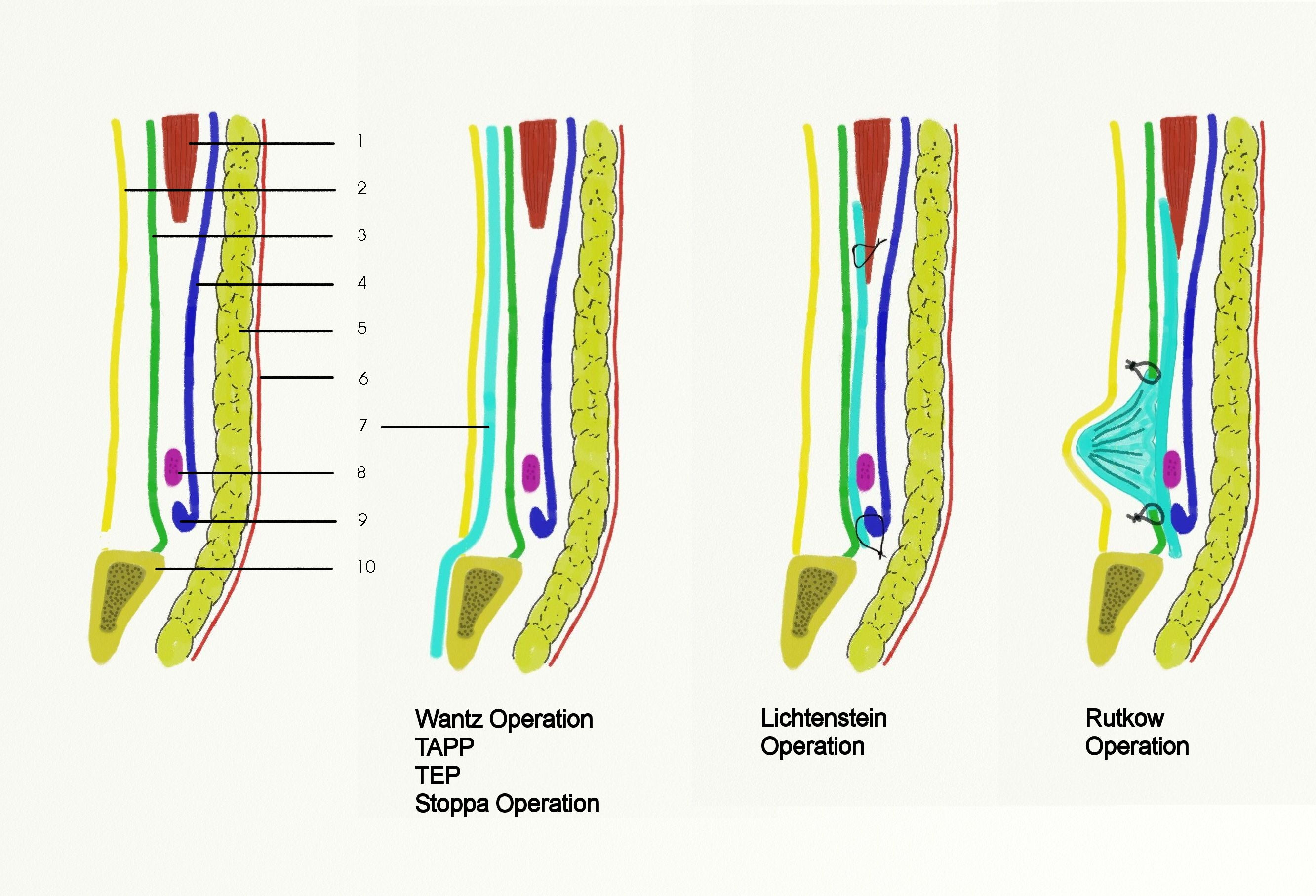
Ryc. 7. Leczenie przepuklin różnymi technikami hernioplastyk i ułożenie protezy w stosunku do warstw anatomicznych powłok jamy brzusznej.
1. Musculus obliq. int. 2. Peritoneum; 3. Fascia transversalis; 4. Fascia m. obliq. ext.; 5. Tella subcutanea; 6. Cutis; 7. Implant; 8. Funiculus spermaticus; 9. Ligamentum inguinale; 10. Os pubis

Hernioplastyka polega na anatomicznym wypreparowaniu worka przepuklinowego, cofnięciu worka do jamy brzusznej i następowym zamknięciu ubytku tkankowego przez położenie protezy z materiałów sztucznych lub z własnych tkanek.
Niezależnie od techniki operacyjnej i zastosowanych materiałów mogą one być położone na trzy różne sposoby w zależności od działających sił i ich stosunku do otaczających tkanek (Rycina 6 i 7):
- onlay,
- inlay,
- sublay.

Zrozumiałe jest, że metoda sublay (położenie protezy pomiędzy otrzewną a powłokami jamy brzuszne) jak to jest praktykowane w przypadku operacji TEP, TAPP, Wantza lub Stoppy z powodów hydrodynamicznych (uszczelniające działanie ciśnienia w jamie brzusznej) daje najkorzystniejsze wyniki leczenia.

### Opis technik operacyjnych

#### Herniorafia
Spośród licznych rodzajów operacji przepuklin pachwinowych w Europie najbardziej popularne stały się:
- metoda Bassiniego[8][9]
- metoda Shouldice’a[8][10]
- metoda Kirschnera[8]
- metoda Girarda[8]
- metoda Lotheisen(inne języki)-McVay[8][11]

##### Operacja metodą Bassiniego
nazwana od nazwiska chirurga Eduarda Bassiniego (14.04.1844 – 19.07.1924) wykonywana od końca XIX wieku polega na wypreparowaniu worka przepuklinowego leżącego w kanale pachwinowym i repozycji jego zawartości do jamy brzusznej z następowym wzmocnieniem powłok brzusznych (Ryc. 8 i 9).
Operacja składa się z następujących etapów:
1. Poprzez równoległe do więzadła pachwinowego cięcie skóry, tkanki podskórnej i rozcięgna mięśnia skośnego zewnętrznego wypreparowany zostaje powrózek nasienny i worek przepuklinowy. Worek przepuklinowy zostaje otwarty, zawartość odprowadzona do jamy brzusznej.
2. Nacięta powięź poprzeczna zostaje zamknięta (wzmocniona) szwami pojedynczymi tworząc w ten sposób pierwszą warstwę tylnej ściany kanału pachwinowego.
3. Szwem niewchłanialnym przyszywa się mięsień skośny wewnętrzny i poprzeczny z więzadłem pachwinowym. Pierwsze dwa szwy („szew Bassiniego”) obejmują mięsień prosty, mięsień skośny wewnętrzny mięsień poprzeczny, które przyszywa się do okostnej wzgórka łonowego i więzadła pachwinowego. Następne szwy przeprowadza się z ominięciem mięśnia prostego brzucha. Te dwie warstwy (szew powięzi poprzecznej i szew niewchłanialny mięśni z więzadłem) tworzą tylną ścianę kanału pachwinowego i zwężają pierścień pachwinowy głęboki.
4. Powrózek nasienny położony jest teraz w „nowym” kanale pachwinowym i nad nim zamknięte rozcięgno mięśnia skośnego zewnętrznego.

Technika operacyjna Bassiniego
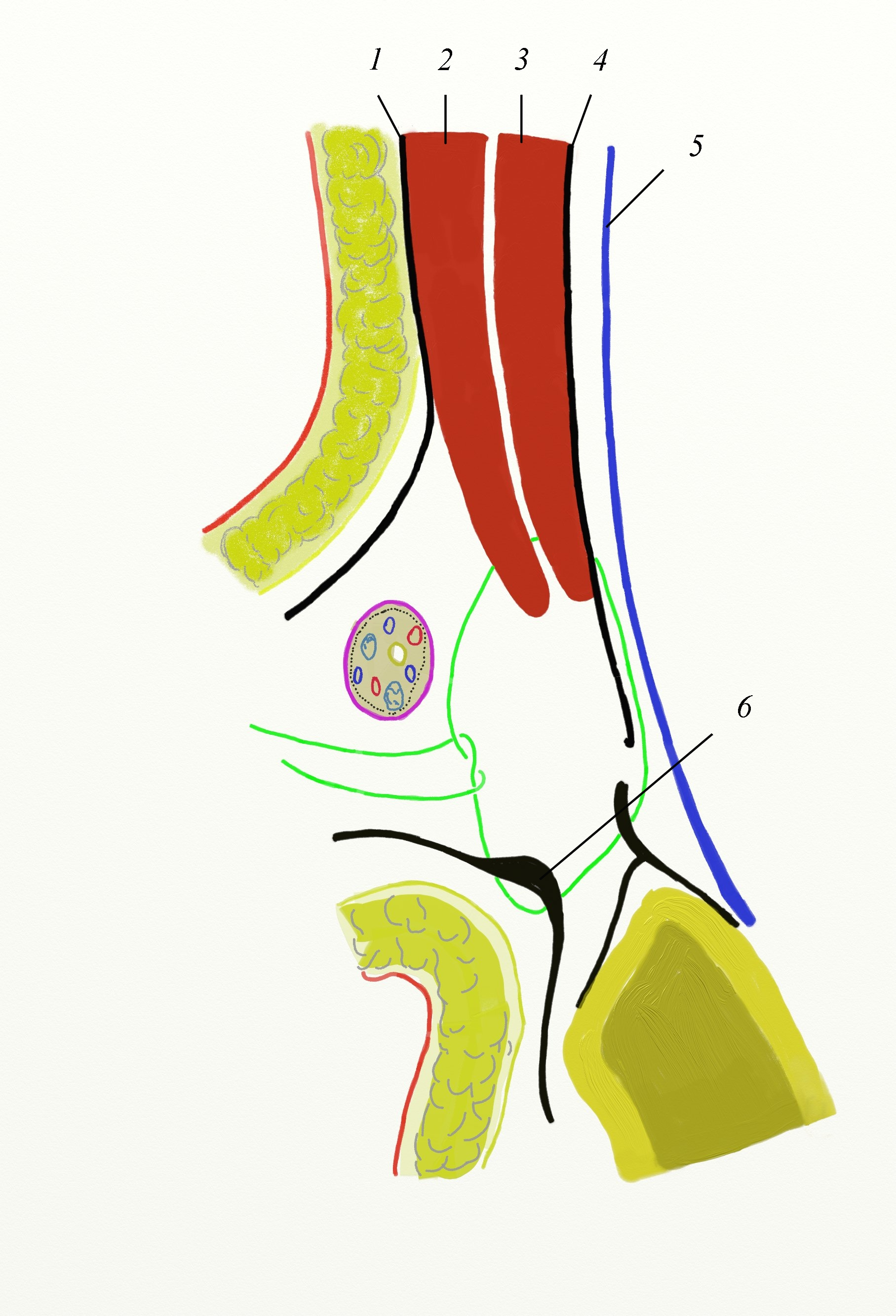
Ryc. 8. Pierwszy tzw. „szew Bassiniego” 1. Aponeurosis musculi obliq. ext.; 2. Musculus obliquus internus; 3. Musculus transversalis; 4. Fascia transversalis; 5. Peritoneum; 6. Ligamentum inguinale.
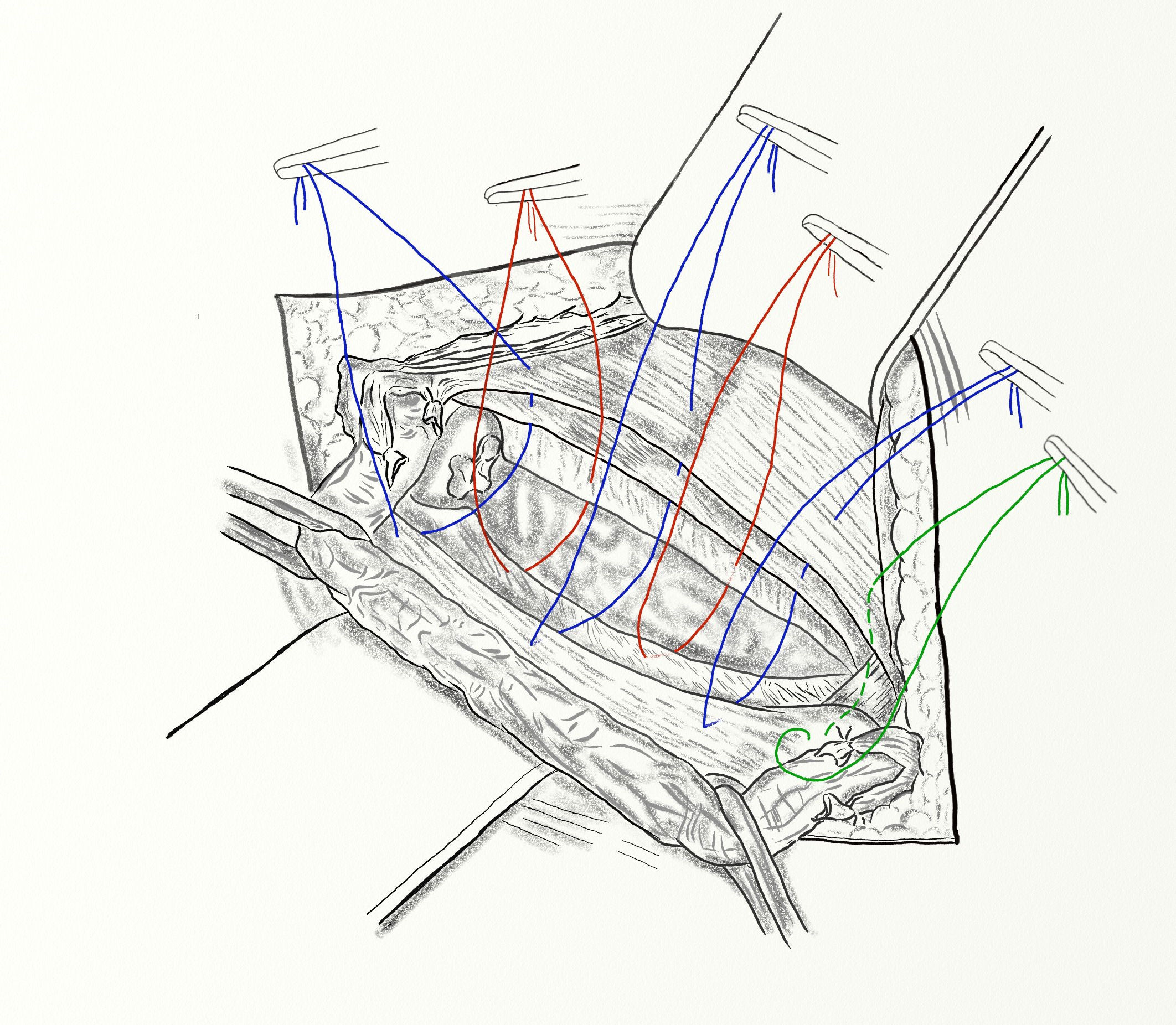
Ryc. 9. Warstwy szwów zakładanych w trakcie operacji m. Bassini: zielona nitka – tzw. szew Bassiniego zakładany na okostną; czerwona nitka – szew powięzi poprzecznej; niebieska nitka – szew mięśniówki z więzadłem pachwinowym.

##### Operacja metodą Kirschnera
(zwana również Bassini-Kirschner) (Ryc. 10).

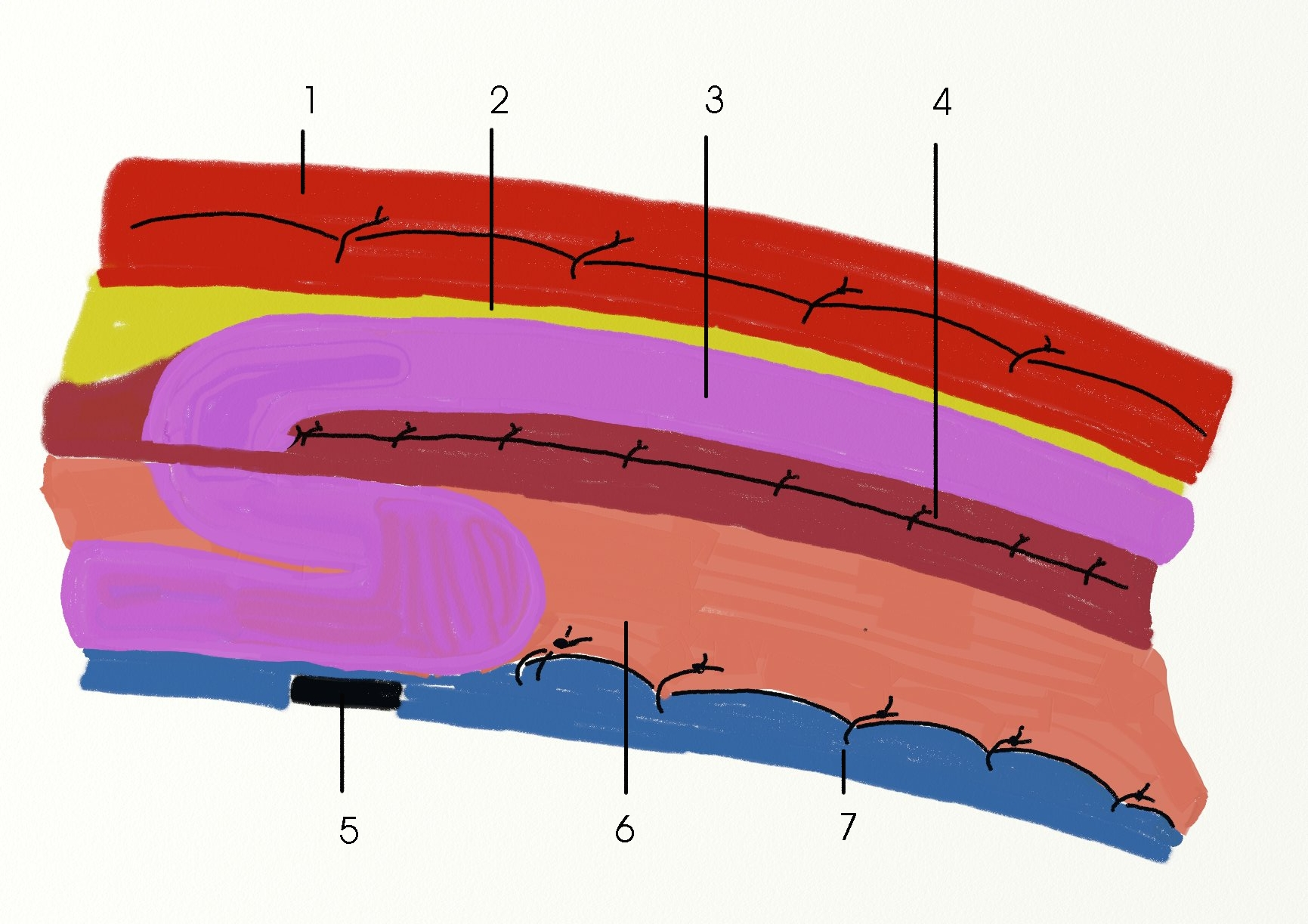
Ryc. 10. Schematyczne przedstawienie przebiegu powrózka nasiennego po założeniu szwów przy operacji metodą Bassini-Kirschner

W odróżnieniu od operacji metodą Bassiniego powrózek nasienny zostaje przełożony nad rozcięgno mięśnia skośnego zewnętrznego bezpośrednio pod skórę. Miejsca przejścia powrózka nasiennego przez powięzi są od siebie oddalone o min. 2 cm.
1. Faza preparacyjna operacji podobna jest do opisanej w punkcie 1 dla metody Bassiniego.
2. Nacięta powięź poprzeczna zostaje zamknięta (wzmocniona) szwami pojedynczymi tworząc w ten sposób tylną ścianę kanału pachwinowego.
3. Powrózek nasienny po wyjściu z pierścienia pachwinowego wewnętrznego przemieszczony jest pod kątem ostrym ku górze i do boku a rozcięgno mięśnia skośnego zewnętrznego zaszyte jest pod powrózkiem tak, że przykrywa ono pierścień pachwinowy wewnętrzny.
4. Około 2 cm dogłowowo od pierścienia pachwinowego wewnętrznego powrózek opuszcza stary kanał pachwinowy i położony jest podskórnie.

##### Operacja metodą Girarda

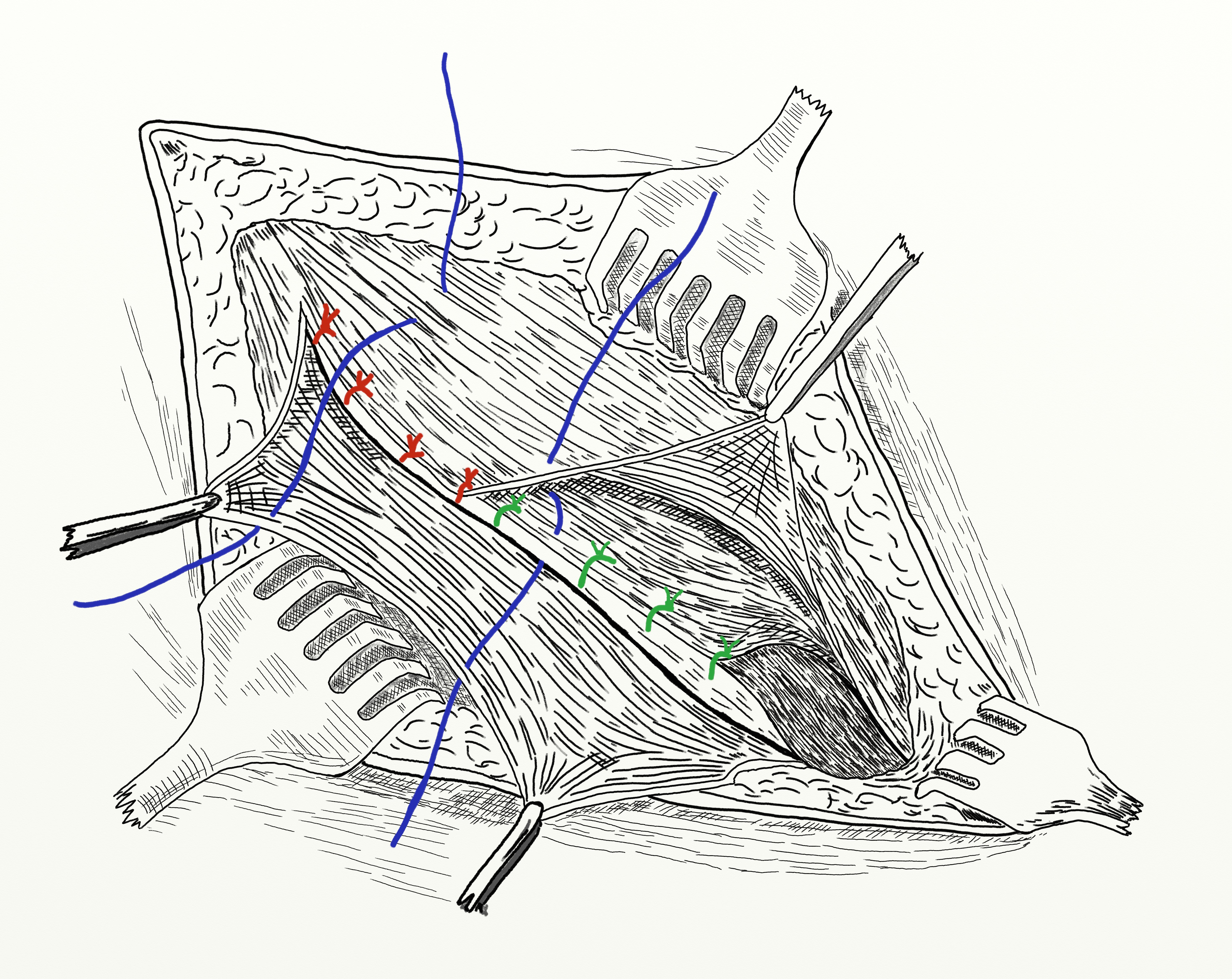
Ryc. 11. Warstwowe zeszycie powłok brzusznych w operacji m. Girarda. Zielone szwy – mięsień skośny wewnętrzny jest przyszyty nad powrózkiem nasiennym do więzadła pachwinowego; czerwone szwy – przyszycie rozcięgna mięśnia skośnego zewnętrznego do więzadła pachwinowego; niebieskie szwy – duplikacja rozcięgna mięśnia skośnego zewnętrznego

W tej metodzie powrózek nasienny zostaje przesunięty pod mięsień skośny wewnętrzny. (Ryc. 11) Miejsce wyjścia powrózka nasiennego na zewnątrz mieści się w bezpośredniej bliskości kości łonowej.
1. Faza preparacyjna operacji podobna jest do opisanej w punkcie 1 dla metody Bassiniego.
2. Powrózek nasienny zostaje przeniesiony poniżej warstwy szwów łączących mięsień skośny wewnętrzny i powięź poprzeczną z więzadłem pachwinowym. W ten sposób przykryty zostaje pierścień pachwinowy wewnętrzny przez te mięśnie a powrózek pachwinowy przebiega w nowym kanale pachwinowym, który opuszcza w bezpośredniej bliskości wzgórka łonowego podążając do moszny (pierwsza warstwa szwów).
3. Przyśrodkowy brzeg rozcięgna mięśnia skośnego zewnętrznego przyszyty zostaje do więzadła pachwinowego (druga warstwa szwów).
4. Boczny płat rozcięgna mięśnia skośnego zewnętrznego przyszyty zostaje do przyśrodkowego płata tego rozcięgna, pokrywając drugą warstwę szwów (trzecia warstwa szwów).

##### Operacja metodą Lotheisen-McVay
Pierwotnie opracowana dla zaopatrzenia przepuklin udowych z dostępu pachwinowego. Ze względu na występujące duże napięcie pooperacyjne tkanek, dużą ilość wznów pooperacyjnych i komplikacji metoda obecnie po szerokim wprowadzeniu hernioplastyk prawie nie jest stosowana. (Ryc. 12)
1. Faza preparacyjna operacji podobna jest do opisanej w punkcie 1 dla metody Bassiniego. W przypadku przepuklin udowych następuje repozycja worka przepuklinowego i dalsze jego zaopatrzenie jak przepuklin pachwinowych.
2. Zaopatrzenie wrót przepuklinowych następuje po wypreparowaniu więzadła grzebieniowego(inne języki) (ligamentum Cooperi) Szwy zakłada się rozpoczynając od więzadła rozstępowego(inne języki) (ligamentum Gimbernati(inne języki)). Niewchłanialne szwy zakłada się na powięź poprzeczną, mięsień poprzeczny, mięsień skośny wewnętrzny, więzadło grzebieniowe i więzadło pachwinowe.
3. Po założeniu tych szwów następuje przemieszczenie powrózka nasiennego lub więzadła obłego do kanału pachwinowego i jego zamknięcie szwami pojedynczymi lub szwem ciągłym.

##### Operacja metodą Shouldice’a
Nazwana od nazwiska kanadyjskiego chirurga Eduarda Earlea Shouldice’a. Ze względu na podobieństwo operacji Shouldice’a do operacji Bassiniego George E. Wantz zaproponował dla tej metody nazwę Operacja Bassini-Shouldice. (Ryc. 13 i 14) Operacja może być wykonana w znieczuleniu miejscowym. Szwy zakładane na powięź i mięśnie są z materiału niewchłanialnego. W klinice Shouldice’a używa się do szycia szwów stalowych.
1. Faza preparacyjna operacji podobna jest do opisanej w punkcie 1 dla metody Bassiniego.
2. Powięź poprzeczna zostaje nacięta. W przypadku przepuklin przyśrodkowych (prostych) zostają usunięte rozciągnięte niepełnowartościowe tkanki. Ubytek powięzi zaszyty zostaje dwuwarstwowym szwem ciągłym z materiału niewchłanialnego lub drutem stalowym (pierwsza i druga warstwa szwów).
3. Mięsień skośny wewnętrzny i mięsień poprzeczny przyszyte zostają dwuwarstwowym szwem ciągłym do więzadła pachwinowego. Szew rozpoczyna się w okolicy pierścienia pachwinowego głębokiego i prowadzi do kości łonowej. Stamtąd wraca z powrotem w kierunku pierścienia pachwinowego głębokiego (trzecia i czwarta warstwa szwów).
4. Powrózek nasienny położony jest teraz w „nowym”, wzmocnionym kanale pachwinowym. Nad nim zamknięte zostaje szwem ciągłym rozcięgno mięśnia skośnego zewnętrznego.

Techniki operacyjne Lotheisen-McVay i Shouldice’a
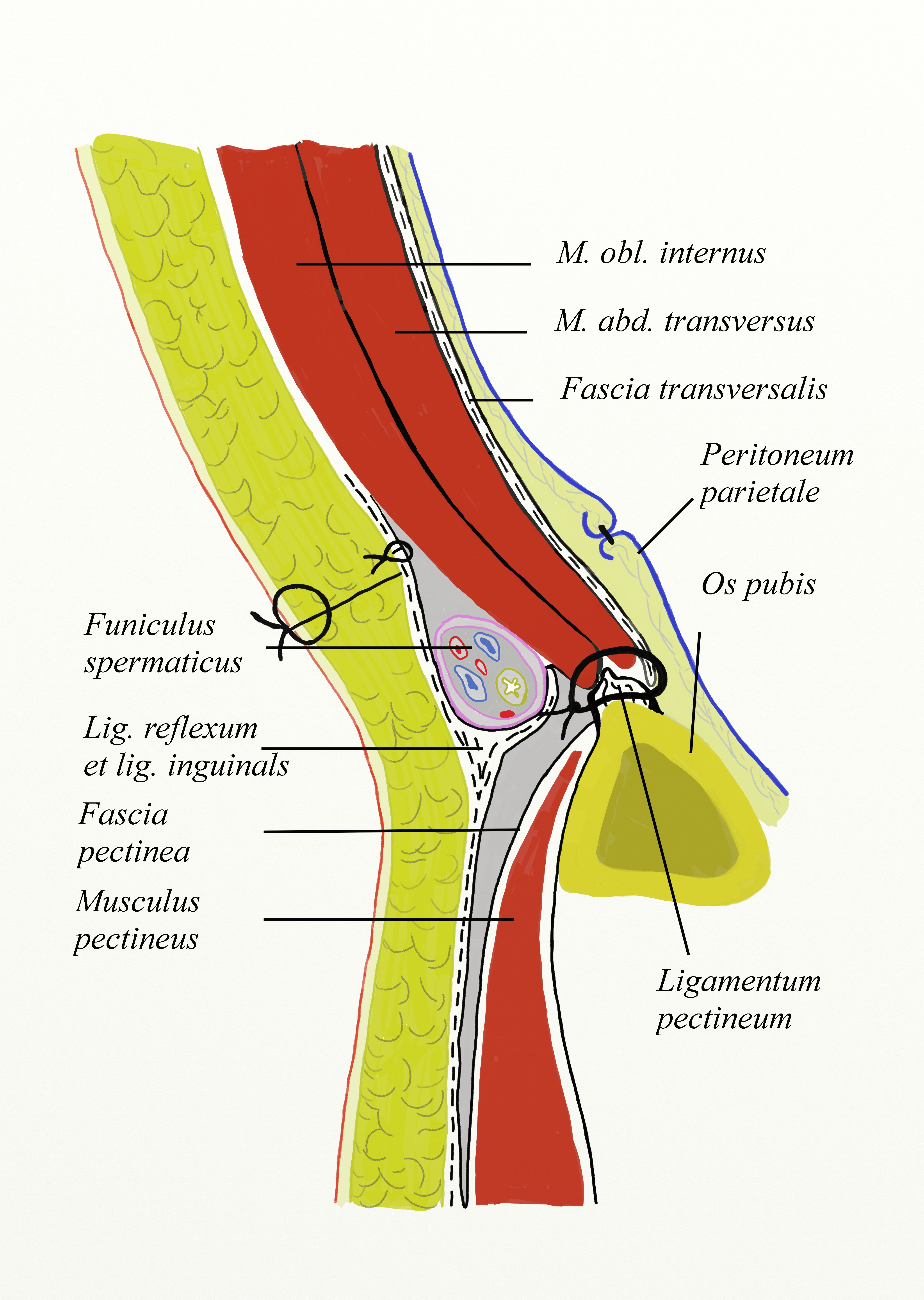
Ryc. 12. Operacja metodą Lotheisen-McVay. Przekrój poprzeczny przez pachwinę po operacji Lotheisen-McVay.
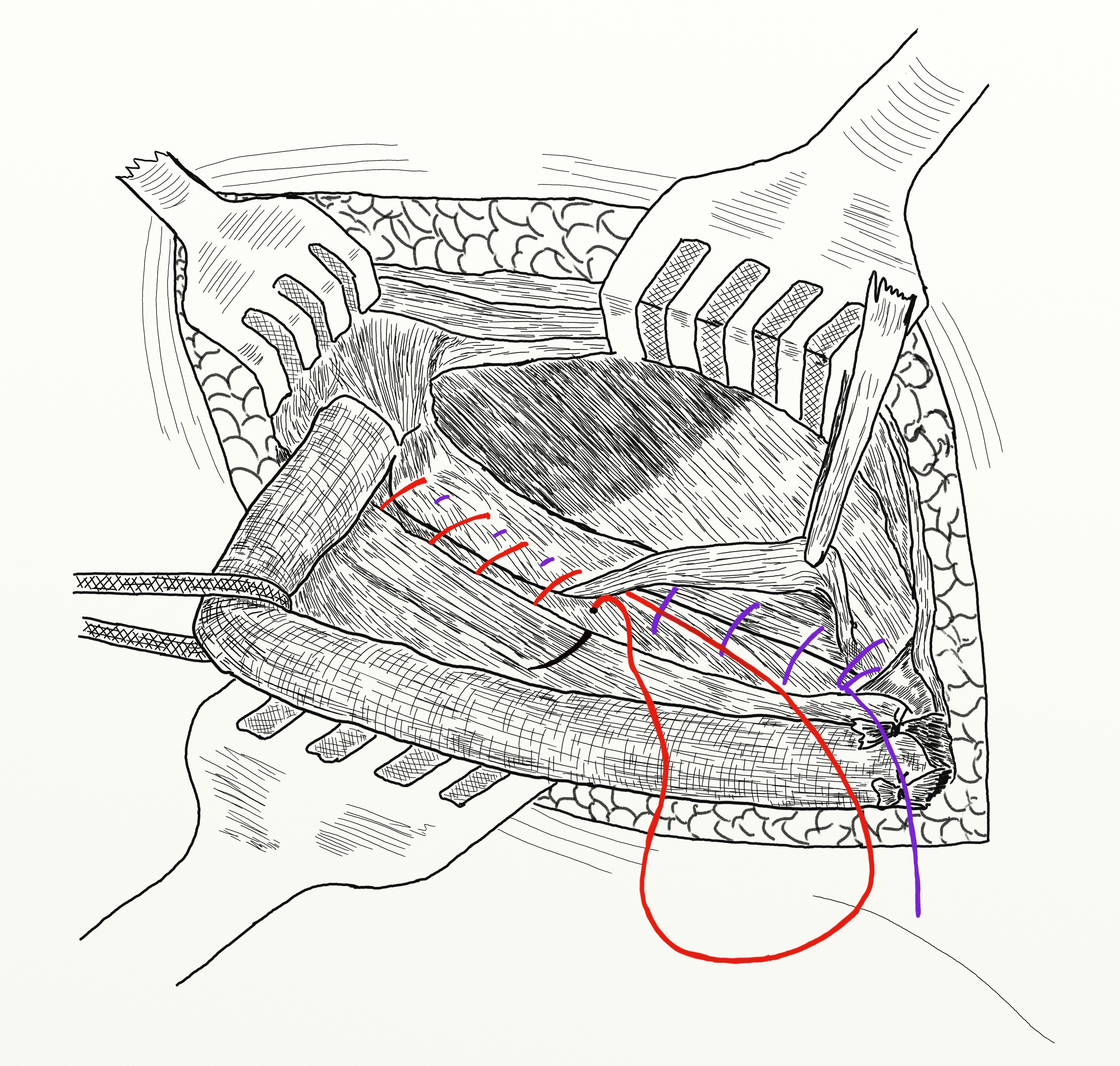
Ryc. 13 Operacja metodą Shouldice’a. Pierwsza i druga warstwa szwów zakładana na powięź poprzeczną.
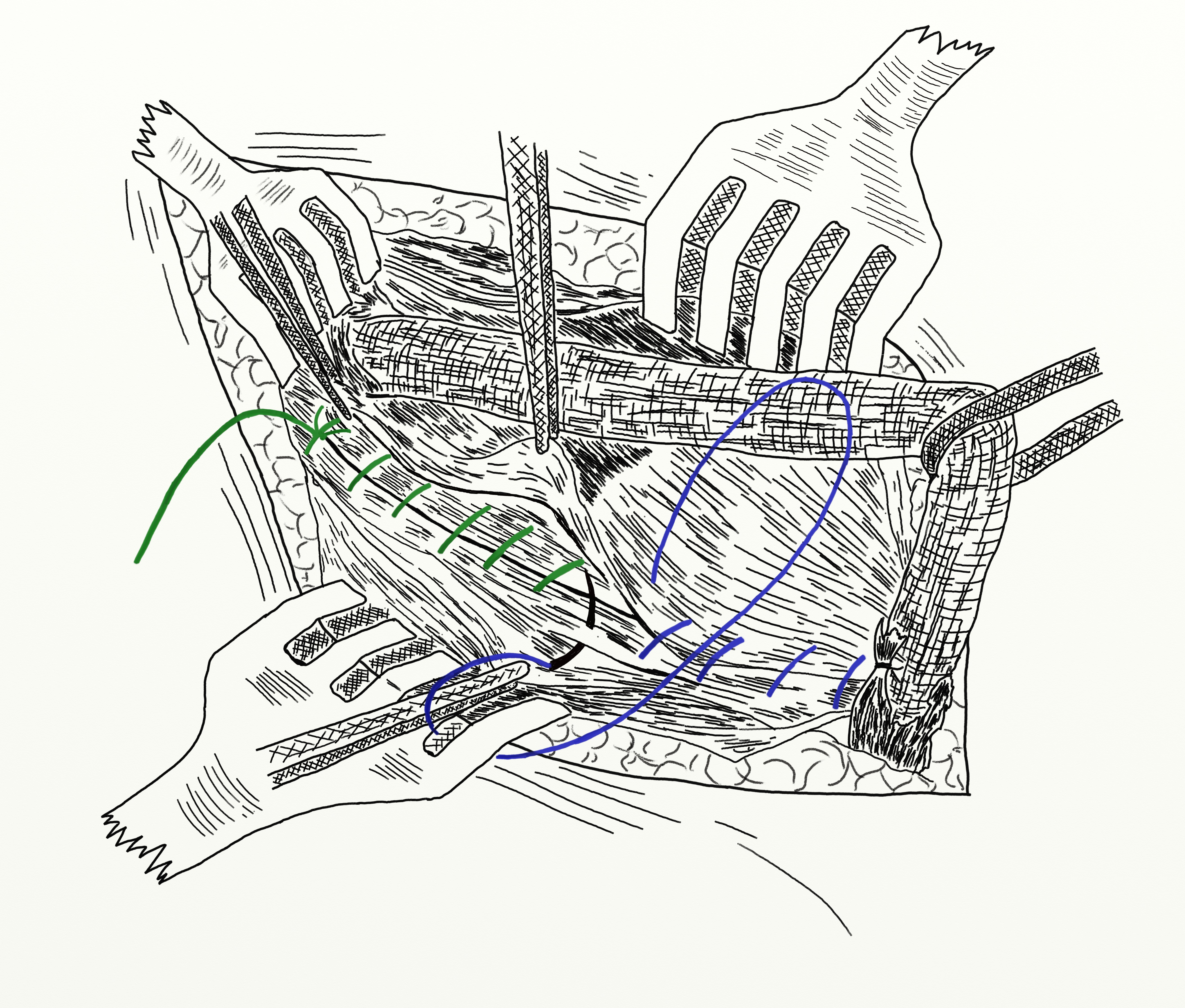
Ryc. 14 Operacja metodą Shouldice’a. Trzecia i czwarta warstwa szwów zakładana na mięsień skośny wewnętrzny i więzadło pachwinowe.

#### Hernioplastyka
Stopniowo opanowała techniki operacyjne przepuklin pachwinowych stając się standardem postępowania operacyjnego.
Ze względu na sposób wykonania operacji dzielimy hernioplastyki na:
- operacje konwencjonalne
- operacje laparoskopowe i endoskopowe

Operacje konwencjonalne mogą być wykonywane w znieczuleniu miejscowym, ogólnym lub dolędźwiowym. Operacje laparoskopowe wykonywane są w znieczuleniu ogólnym i w rzadkich przypadkach w znieczuleniu dolędźwiowym.
Wykonując operacje konwencjonalne proteza najczęściej położona jest metodą onlay (np. operacja Lichtensteina). Proteza położona może być również metodą sublay (np. operacja metodą Stoppy lub Wantza. Operując laparoskopowo proteza położona jest zawsze metodą sublay. Pierwsze próby operacji laparoskopowych polegały albo na „tamponowaniu” kanału pachwinowego szeregiem zatyczek (plug) lub na wszywaniu małej protezy bezpośrednio we wrota przepuklinowe metodą Inlay. Obydwie te metody, dawno już zarzucone, dawały dużo wznów pooperacyjnych i komplikacji, co przyczyniło się do początkowo złej opinii o tej metodzie. Przeprowadzając operację metodą Rutkowa proteza położone są dwie protezy – jedna metodą sublay, druga jako zabezpieczenie metodą onlay. (Ryc. 7)
Proteza może być przygotowana jako konfekcjonowany produkt (Ryc. 17, 18) lub doraźnie przygotowana na sali operacyjnej z różnego typu materiałów. (Ryc. 15; 16; 17; 18)

Przykłady implantowanych protez
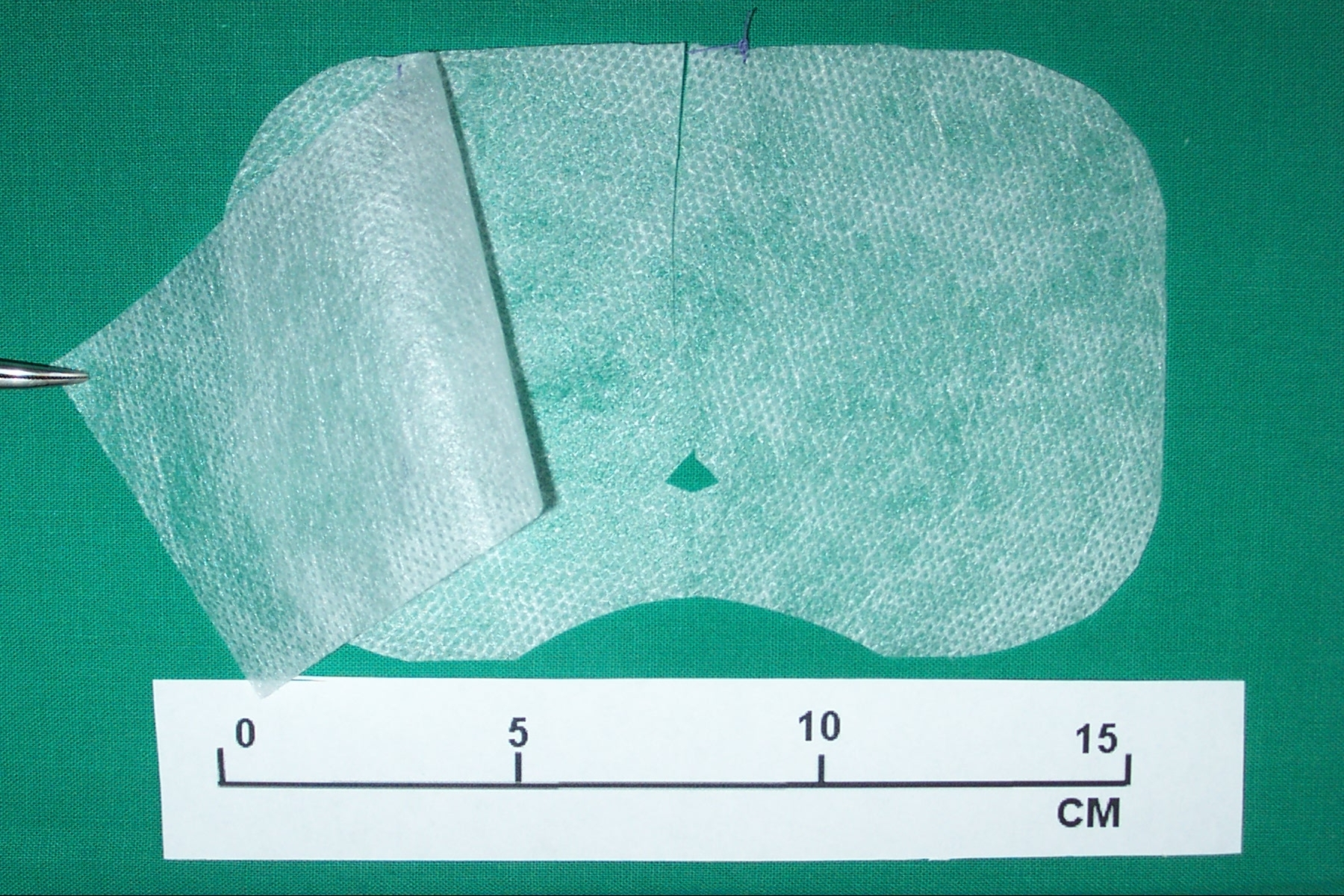
Ryc. 15. Proteza dwuczęściowa przygotowana z „lekkiego” materiału do operacji przepukliny pachwinowej.
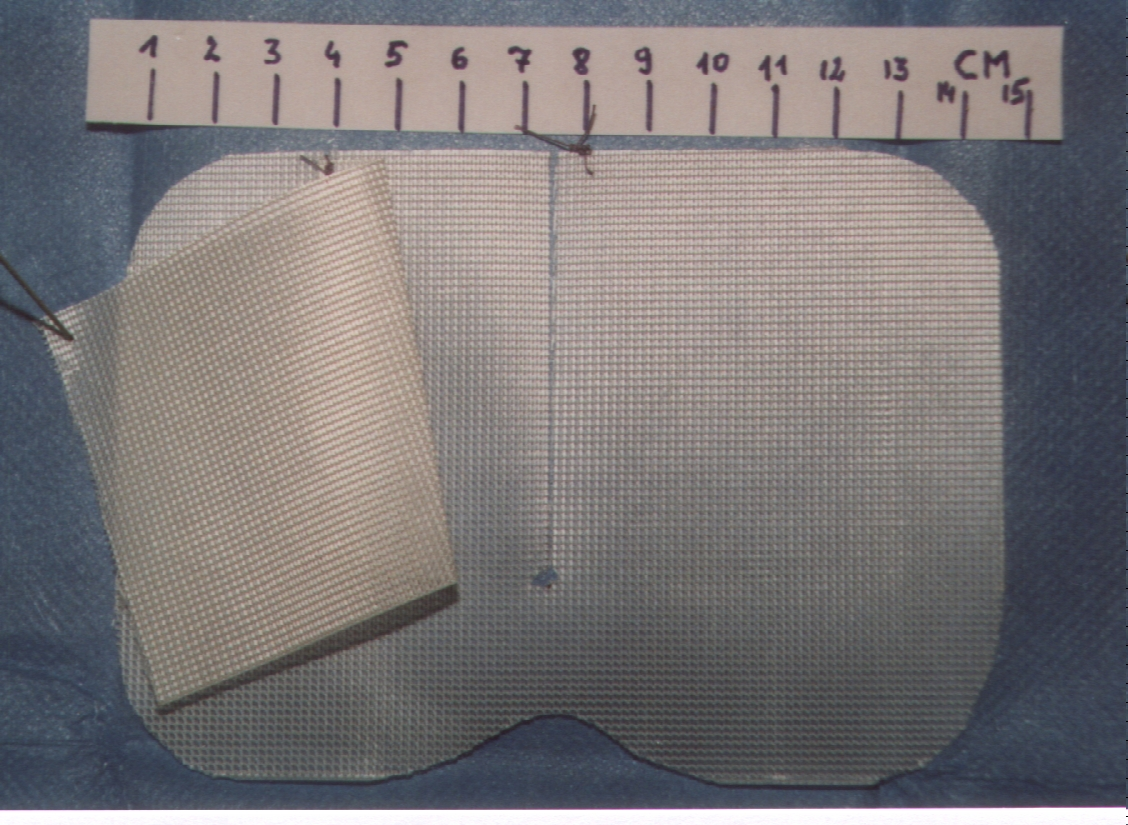
Ryc. 16. Proteza dwuczęściowa przygotowana z „ciężkiego” materiału do operacji przepukliny pachwinowej.
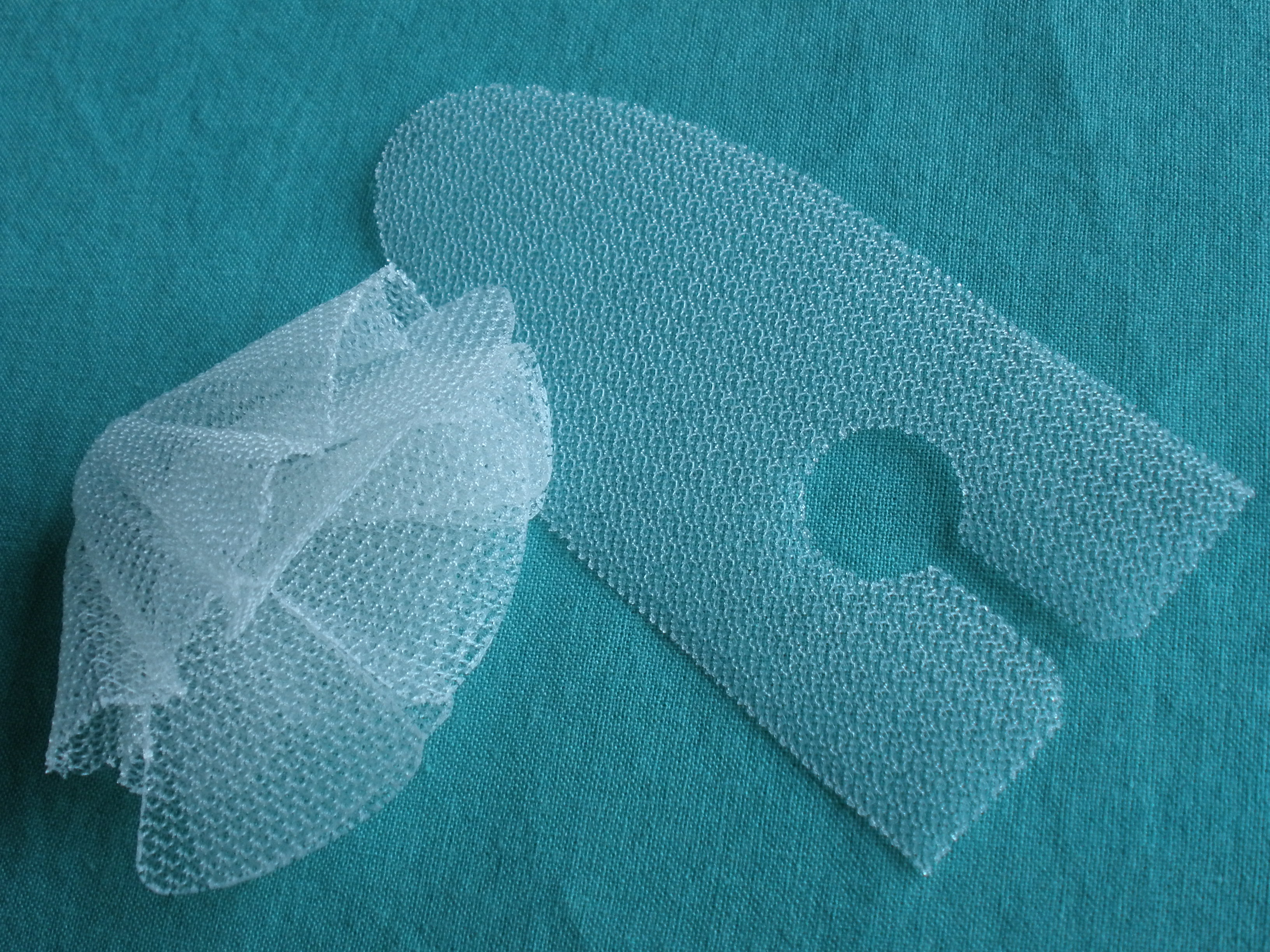
Ryc. 17. Fabrycznie konfekcjonowana dwuczęściowa proteza (patch and plug) przygotowana do wykonania operacji metodą Rutkowa
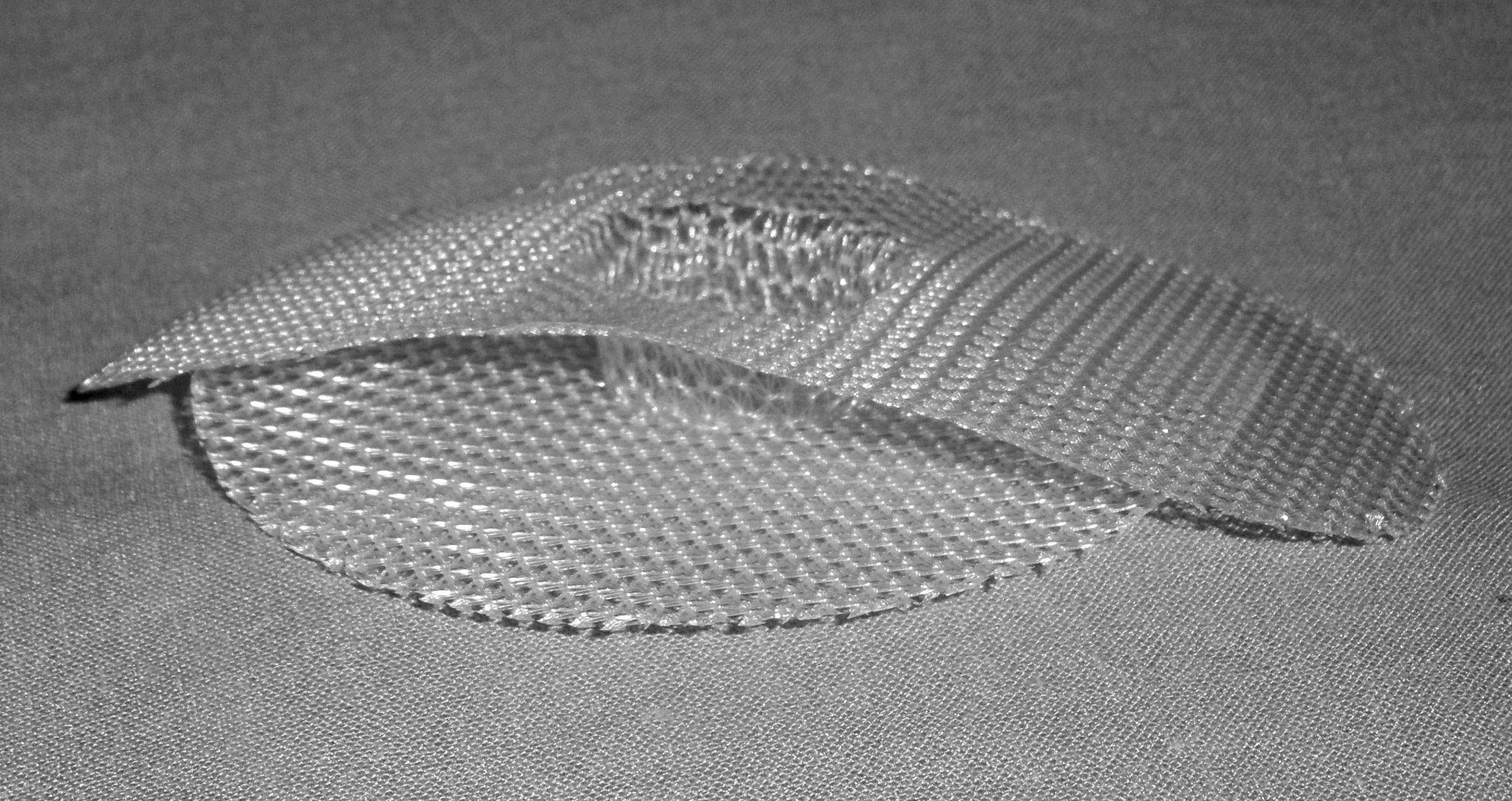
Ryc. 18. Konfekcjonowana proteza dla konwencjonalnych operacji przepuklin pachwinowych.

#### Hernioplastyka konwencjonalna
Do najczęściej obecnie wykonywanych konwencjonalnych hernioplastyk należy bezsprzecznie

##### Operacja metodą Lichtensteina

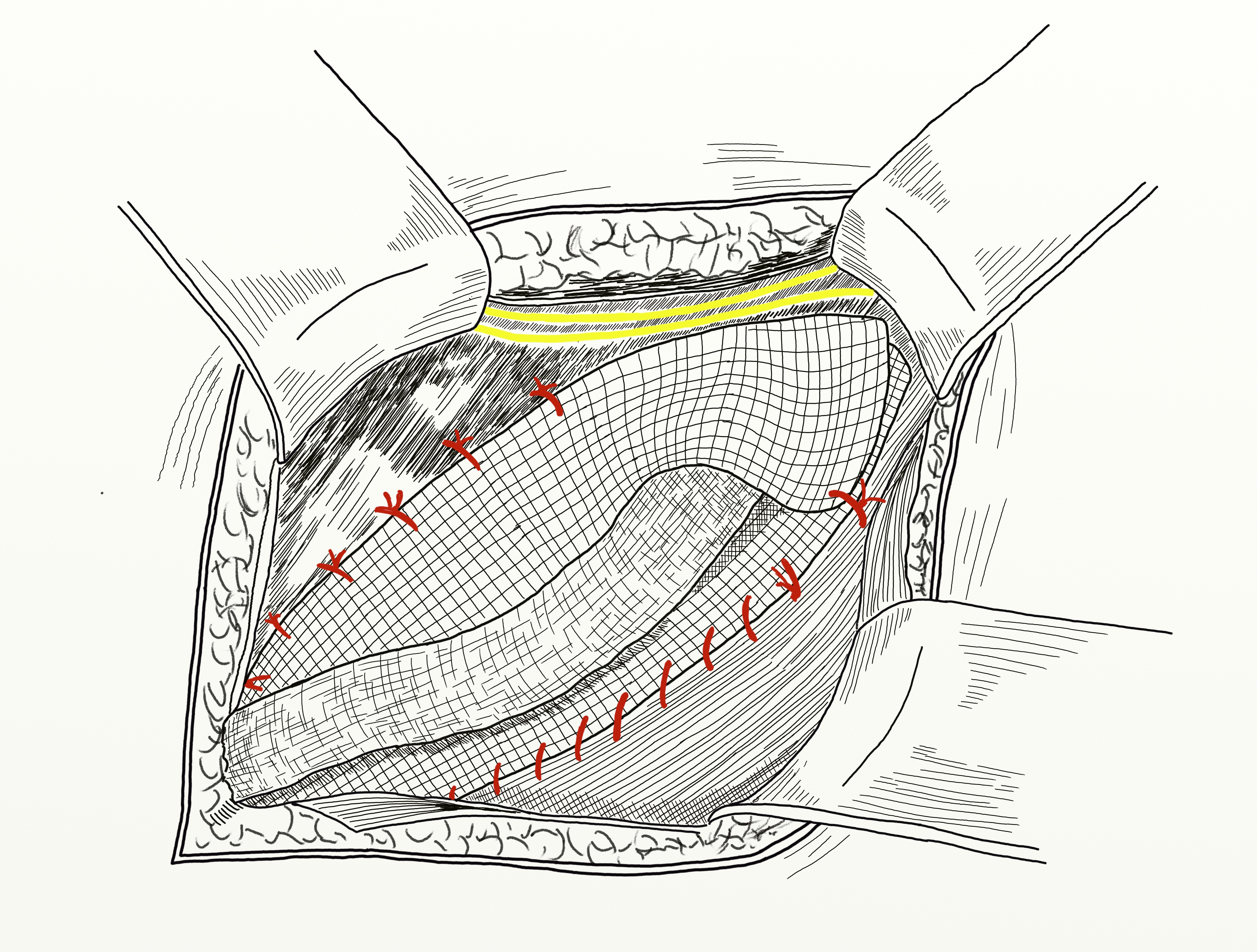
Ryc. 19. Operacja metodą Lichtensteina. Proteza położona jest dla wzmocnienia ściany tylnej kanału pachwinowego. Przyśrodkowy i boczny brzeg nacięcia w protezie przyszyte są do więzadła pachwinowego tak, żeby tworzyły fałd będący nowym pierścieniem pachwinowym głębokim

Przeprowadzić ją można w dowolnym znieczuleniu. W klinice Lichtensteina (USA)(The Lichenstein Amid Hernia Clinic) przeprowadza się ją w znieczuleniu miejscowym. (Ryc. 19)
1. Faza preparacyjna operacji podobna jest do opisanej w punkcie 1 dla metody Bassiniego z tą różnicą, że worek przepuklinowy nie zostaje otwarty i podwiązany, ale w całości wgłobiony pod powięź poprzeczną.
2. W przypadku dużych przepuklin przyśrodkowych (prostych) powięź poprzeczna zostaje zeszyta paroma szwami pojedynczymi.
3. Na przygotowaną powierzchnię położona zostaje proteza (około 8 × 16 cm) i przyszyta do więzadła pachwinowego.
4. Przez nacięcie w protezie przeprowadzony zostaje na zewnątrz powrózek nasienny. Przyśrodkowa część protezy przyszyta zostaje razem z częścią boczną do więzadła pachwinowego tworząc nowy pierścień pachwinowy. Przyśrodkowy brzeg protezy przyszyty zostaje pojedynczymi szwami wchłanialnymi do mięśnia, boczny brzeg szwem ciągłym niewchłanialnym do więzadła pachwinowego.

##### Operacja metodą Rutkowa (patch and plug)
Można ją przeprowadzić w dowolnym znieczuleniu. Należy do hernioplastyk przednio-tylnych, to znaczy położone są dwie protezy jedna jak w metodzie Lichtensteina w formie płaskiej siatki (patch), druga przedotrzewnowo w formie zatyczki (plug). (Ryc. 17, 18, 20)
1. Faza preparacyjna operacji podobna jest do opisanej w punkcie 1 dla metody Bassiniego z tą różnicą, że worek przepuklinowy nie zostaje otwarty i podwiązany, ale w całości wgłobiony pod powięź poprzeczną.Ryc. 20. Operacja metodą Rutkowa. Plug (zielony) jest wszyty nieresorbującymi się szwami (czerwone) w ubytek w powięzi albo w powiększony pierścień pachwinowy wewnętrzny. Patch (szara siatka) jest położony na tylnej ścianie kanału pachwinowego. Ma on otwór do przeprowadzenia na zewnątrz powrózka nasiennego. Patch jest położony, a nie przyszyty

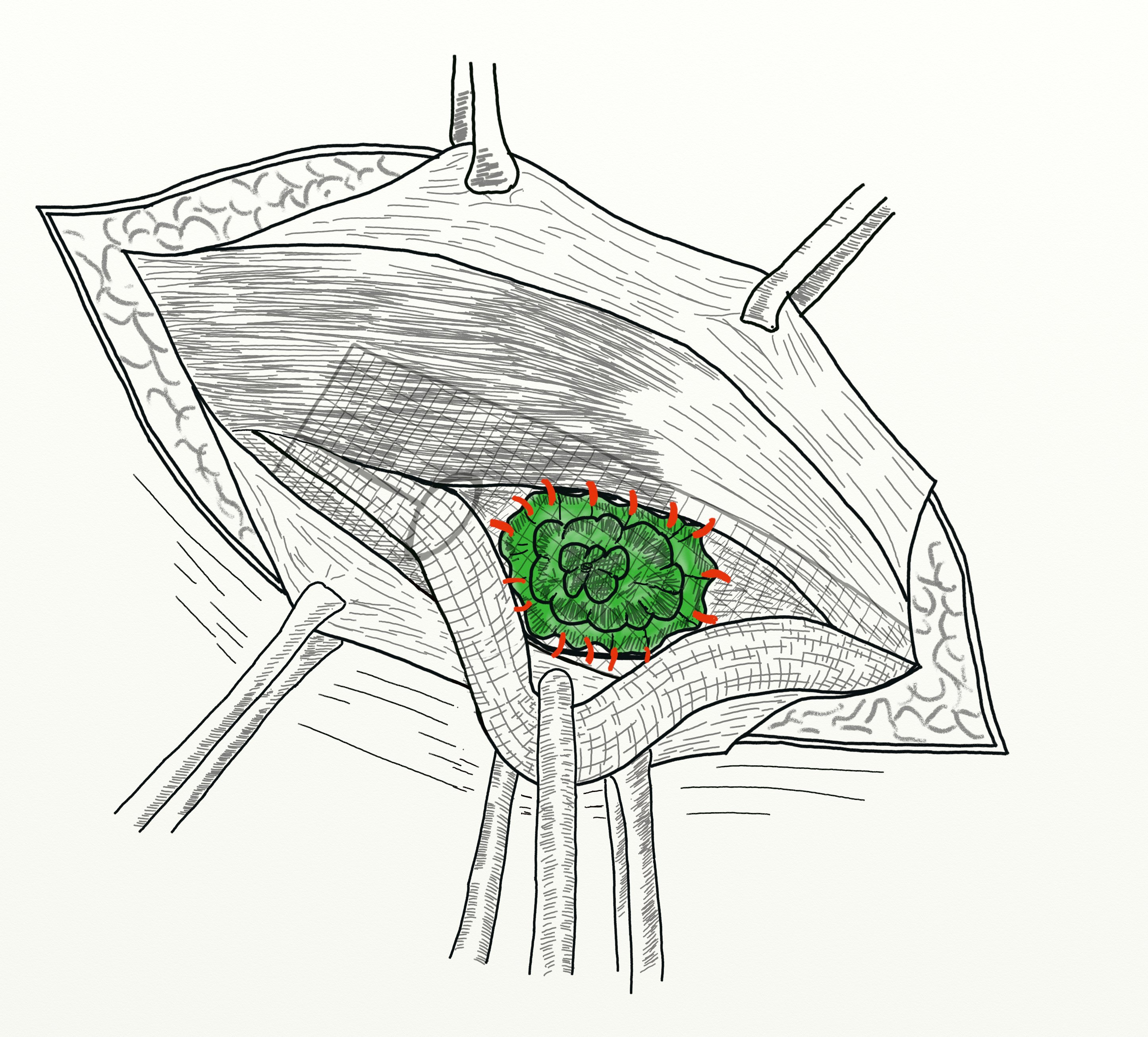
Ryc. 20. Operacja metodą Rutkowa. Plug (zielony) jest wszyty nieresorbującymi się szwami (czerwone) w ubytek w powięzi albo w powiększony pierścień pachwinowy wewnętrzny. Patch (szara siatka) jest położony na tylnej ścianie kanału pachwinowego. Ma on otwór do przeprowadzenia na zewnątrz powrózka nasiennego. Patch jest położony, a nie przyszyty

2. W przypadku przepuklin przyśrodkowych (prostych) powięź poprzeczna zostaje nacięta jej brzegi odpreparowane.
3. W miejsce ubytku podpowięziowo wprowadzona zostaje proteza – zatyczka (plug), która wszyta zostaje w ubytek przy pomocy kilku szwów.
4. Fabrycznie preformowana proteza (patch) położona zostaje dla wzmocnienia tylnej ściany kanału pachwinowego. Ta część zaopatrzenia służy jedynie jako dodatkowe zabezpieczenie przed ewentualnym nawrotem.

| Korzyści                                                                                | Negatywy                                                                                 |
| --------------------------------------------------------------------------------------- | ---------------------------------------------------------------------------------------- |
| Szybkie wyzdrowienie                                                                    | Wymaga od chirurga dużego doświadczenia: powyżej 200 operacji przepuklin w ciągu roku.   |
| Mniejszy ból w pierwszych dniach po operacji                                            | Dłuższy czas operacji                                                                    |
| Mniejsza ilość komplikacji pooperacyjnych: jak infekcje, krwawienie i tworzenie seromów | Zwiększona ilość wznów po operacjach jeżeli chirurg nie ma wystarczającego doświadczenia |
| Mniejsze ryzyko przewlekłego bólu                                                       |                                                                                          |

##### Operacja metodą Wantza

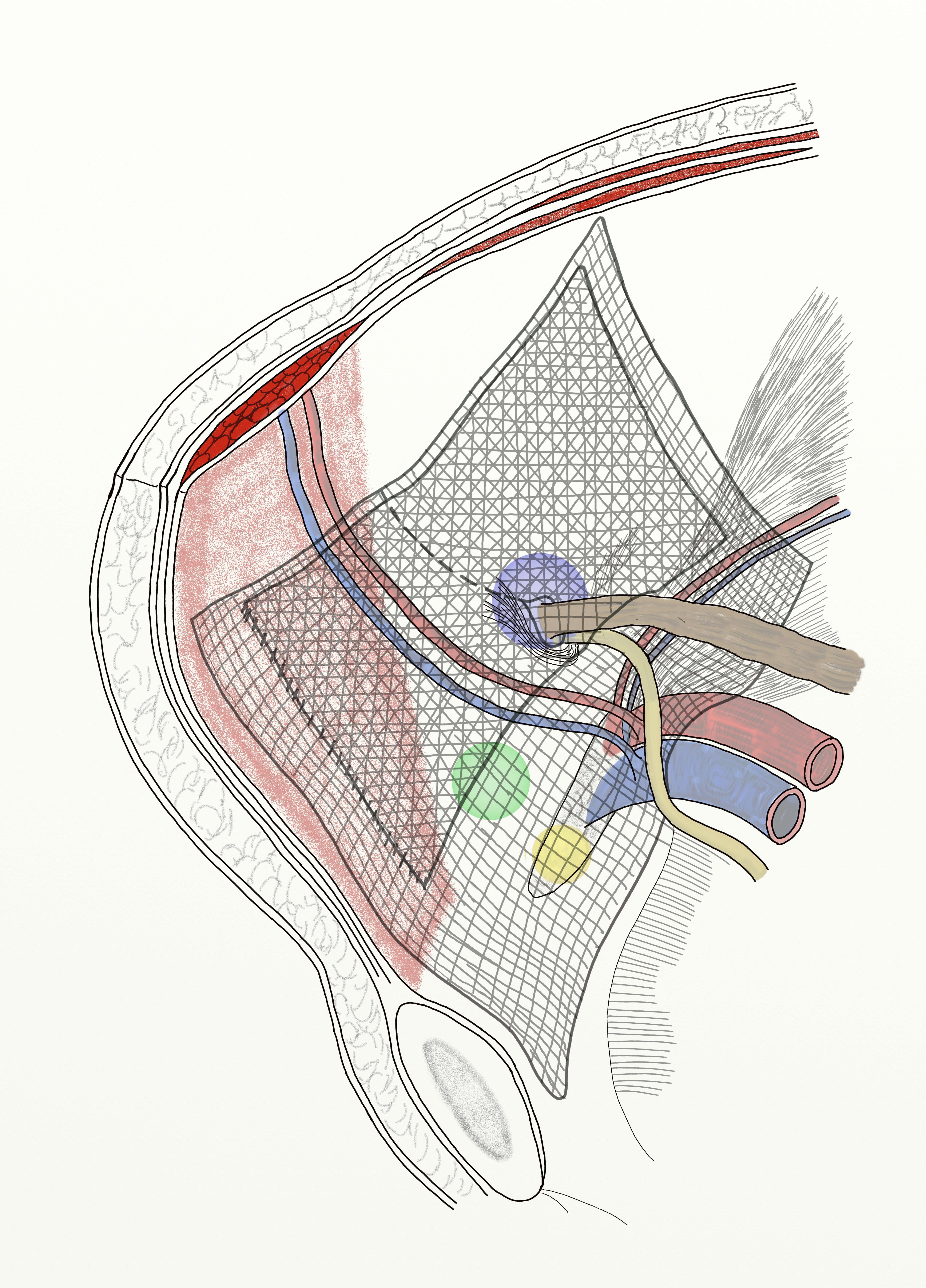
Ryc. 21. Operacja metodą Wantza. Położenie metodą konwencjonalną protezy o wymiarach 10 × 15 cm w przestrzeni przedotrzewnowej. Zielony, niebieski i żółty punkt oznaczają miejsca wyjścia potencjalnych przepuklin przyśrodkowej, bocznej i udowej. Na czerwono podbarwiony mięsień prosty brzucha

należy do wykonywanych metodą konwencjonalną plastyk tylnych.
1. Dostęp do przestrzeni przedotrzewnowej uzyskuje się albo z cięcia pośrodkowego albo z cięcia poprzecznego Pfannenstiela.
2. Po odsłonięciu przestrzeni przedotrzewnowej wypreparowana zostaje okolica pachwinowa, worek przepuklinowy usunięty z kanału pachwinowego.
3. Na szeroko wypreparowaną okolicę pachwinową położona zostaje proteza o minimalnych wymiarach 10 × 15 cm. Proteza pokrywa wszystkie miejsca powstawania przepuklin pachwinowych i udowych. (Ryc. 21)
4. Powłoki brzuszne zostają zaszyte warstwowo.

Operacja ta jest modyfikacją operacji metodą Stoppy. W metodzie Stoppy obydwie pachwiny zaopatrzone zostają jedną dużą protezą o wymiarach około 20 × 30 cm. Proteza położona jest nie tylko dla zaopatrzenia przepuklin, ale również jako wzmocnienie ściany jamy brzusznej (miednicy).

#### Hernioplastyka laparoskopowa
Przestrzeń przedotrzewnową osiągnąć można również za pomocą technik laparoskopowych. Dla wykonania operacji niezbędne są laparoflator, trakt wizyjny i instrumentarium do operacji laparoskopowych (Ryc. 24, 26). Końcowy efekt kosmetyczny operacji laparoskopowych jest zdecydowanie lepszy niż w przypadku operacji konwencjonalnych. (Ryc. 25) Rozróżnia się dwie drogi dostępu:
- całkowicie przedotrzewnowa (TEP(inne języki) – total preperitoneal), kiedy dojście do okolicy pachwinowej uzyskuje się poprzez rozpreparowanie okolicy przedotrzewnowej bez otwarcia jamy brzusznej
- przezotrzewnowa (TAPP(inne języki) – transabdominal preperitoneal), kiedy dochodzi się do okolicy przedotrzewnowej poprzez jamę brzuszną po otwarciu otrzewnej w okolicy pachwinowej[17]. Porównanie z konwencjonalnymi hernioplastykami przedstawia Tabela 1.

##### Operacja metodą całkowicie pozaotrzewnową TEP

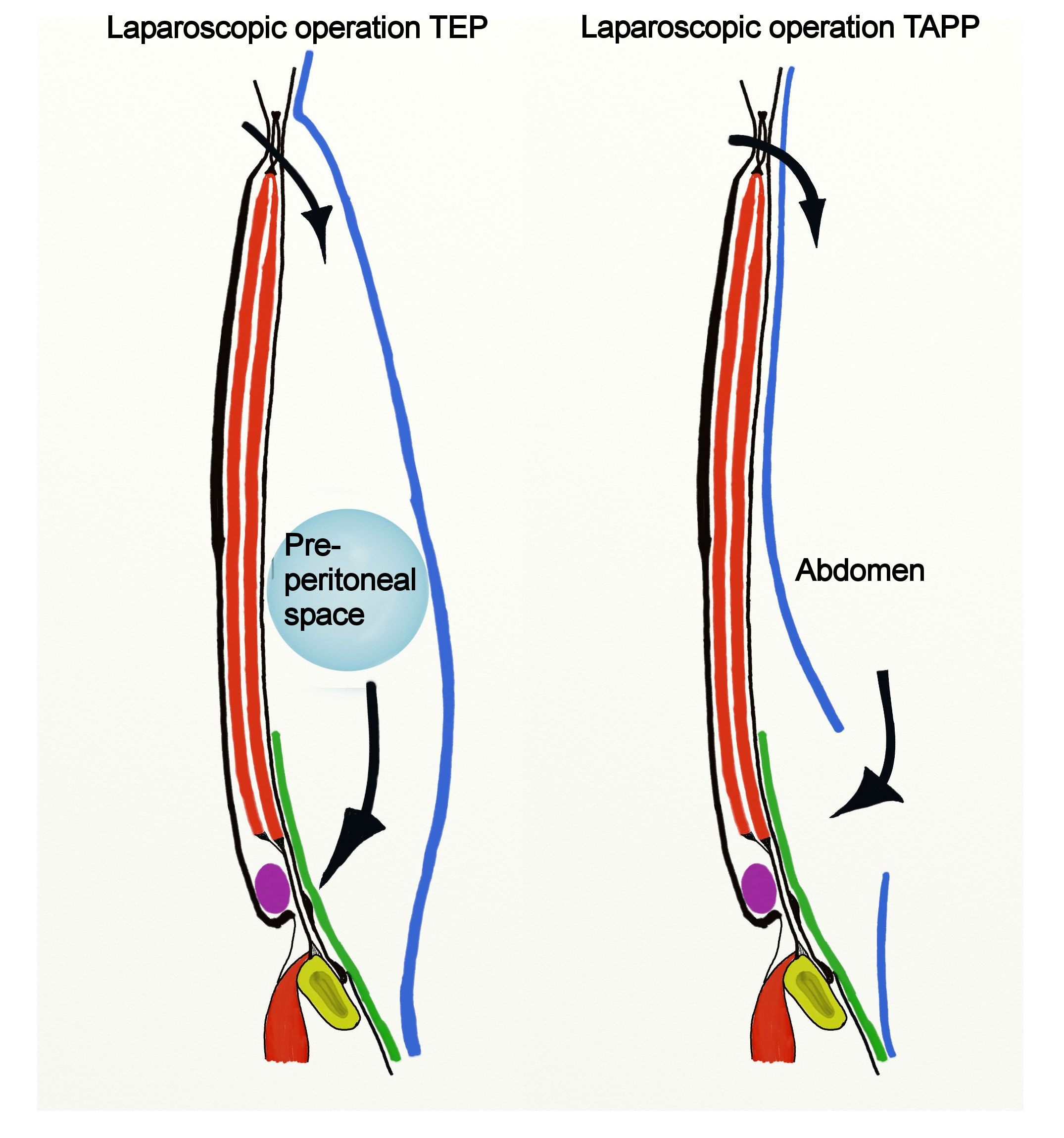
Ryc. 22. Dostęp laparoskopowy do koolicy pachwinowej. Proteza ułożona jest w obydwu typach operacji identycznie

1. Z cięcia poprzecznego pod pępkiem, długości 1,0–1,5 cm, zostaje otwarta przestrzeń przedotrzewnowa.
2. Balonem dylatacyjnym, sztabką lub tupferkiem zostaje stworzona wolna przestrzeń przedotrzewnowa do której w trakcie operacji wtłaczany jest dwutlenek węgla pod stałym ciśnieniem około 12 mmHg.
3. Pod kontrolą laparoskopu wprowadzone zostają dwa trokary, przez które wprowadza się narzędzia potrzebne do preparowania okolicy pachwinowej.
4. Na okolicę pachwinową zostaje położona proteza, która pokrywa wszystkie trzy miejsca potencjalnych przepuklin. Ryc. 15; 16; 21; 23)

##### Operacja metodą przezotrzewnową TAPP
1. Pod pępkiem zostaje wprowadzona do jamy brzusznej igła dla wytworzenia pneumoperitoneum potrzebnego do wykonania operacji. Pierwszy trokar umiejscowiony w tej okolicy służy dla wprowadzenia do jamy brzusznej kamery monitorującej przebieg operacji.
2. Dwa trokary wprowadzone do brzucha umożliwiają operowanie z użyciem różnych instrumentów (szczypce, nożyce, preparatory itd.).
3. W okolicy pachwinowej nacięta zostaje otrzewna i odsłonięty przestrzeń przedotrzewnowa.
4. Okolica pachwinowa zostaje odpreparowana i na nią położona proteza jak opisano w punkcie 4. operacji TEP.
5. Otrzewna zostaje zamknięta, pneumoperitoneum zlikwidowane, rany w pępku i po troakarach zaszyte.

Operacje laparoskopowe przepuklin pachwinowych
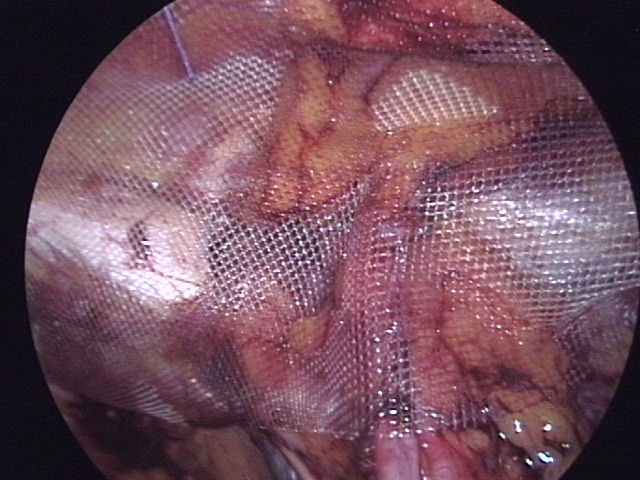
Ryc. 23. Lekka proteza położona w przestrzeni przedotrzewnowej w trakcie operacji TEP.
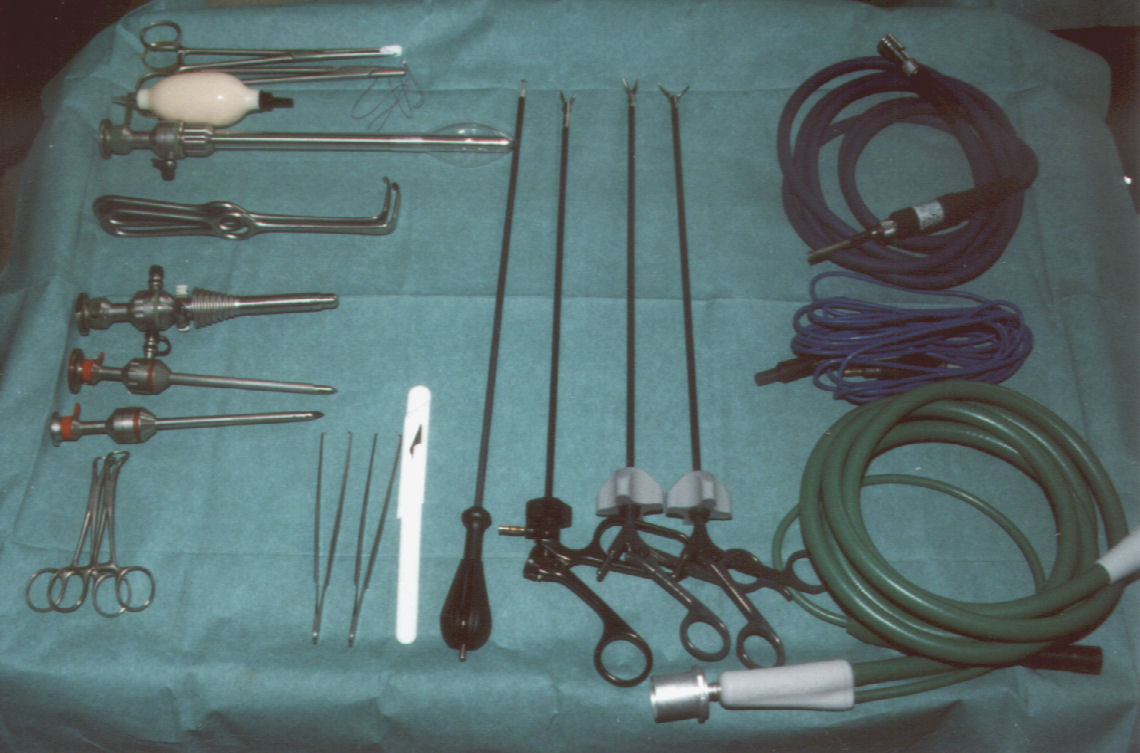
Ryc. 24. Stolik z narzędziami potrzebnymi do wykonania operacji laparoskopowej.
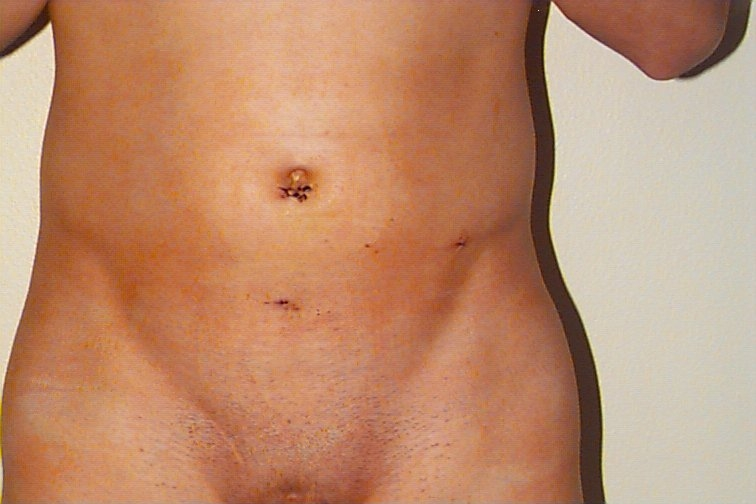
Ryc. 25. Powłoki brzuszne: drugi dzień po wykonanej operacji laparoskopowej TEP.
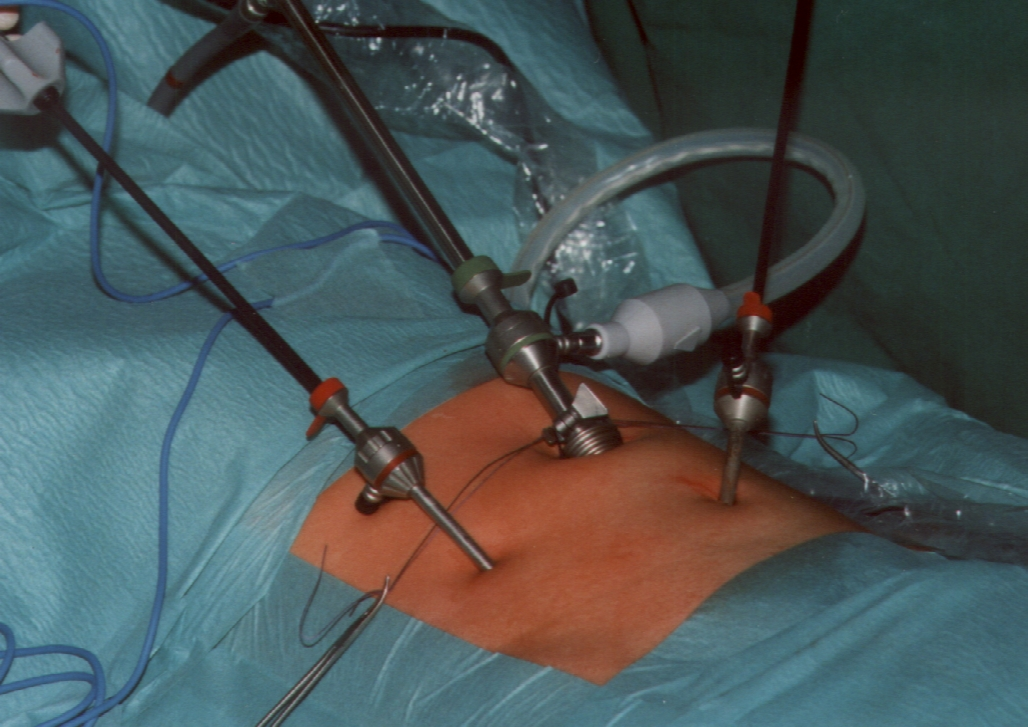
Ryc. 26. Ułożenie trokarów w trakcie operacji laparoskopowej TAPP.

- Videosekwencje operacji laparoskopowej TEP
- Video 3. Pierwsze spojrzenie w przestrzeń przedotrzewnową z balonu dylatacyjnego użytego tutaj do preparowania.
- Video 4. Po wytworzeniu przestrzeni w okolicy mięśnia prostego następuje preparowanie do boku od pochewki mięśnia prostego.
- Video 5. Preparowanie worka przepuklinowego przepukliny przyśrodkowej (prostej).
- Video 6. Po zakończeniu preparowania na okolicę pachwinową zostaje położona proteza

### Algorytmy postępowania w przypadkach przepuklin pachwinowych

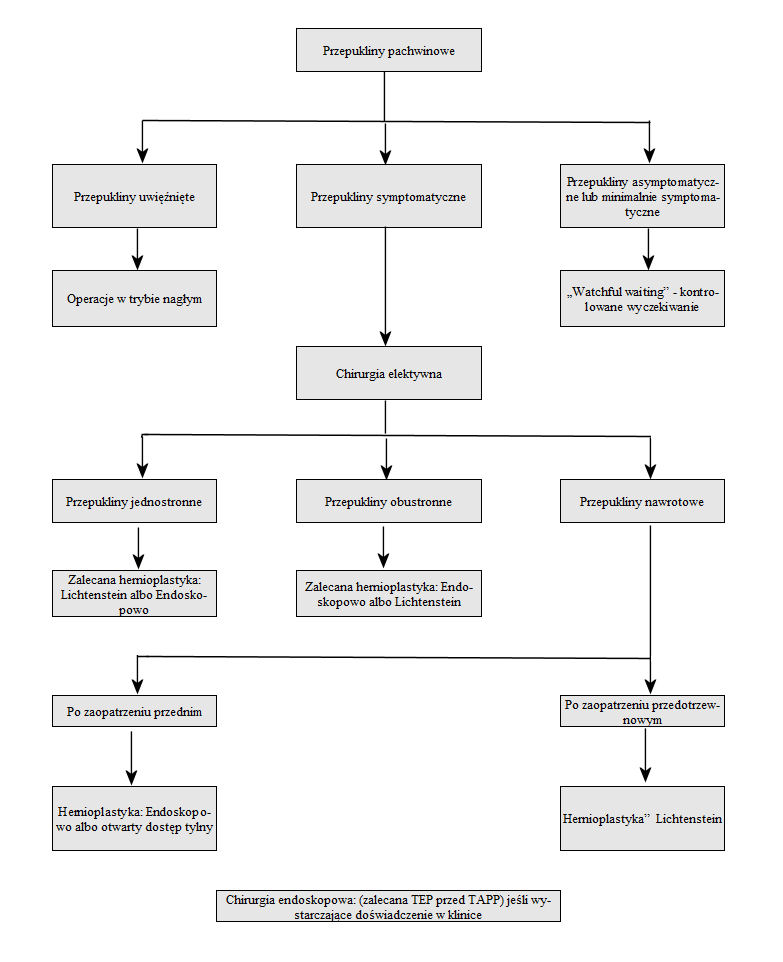
Algorytmy postępowania przy operacjach przepuklin pachwinowych. Zalecenia EHS

Różnorakość stosowanych w leczeniu przepuklin pachwinowych rodzajów leczenia dała w ostatnim pięćdziesięcioleciu chirurgom możliwość wyboru metody operacji w zależności od:
- jej wielkości,
- stanu okolicznych tkanek,
- stanu zdrowia pacjenta,
- płci pacjenta,
- wieku pacjenta,
- umiejętności i przyzwyczajeń chirurga[20].

W roku 2009 EHS (European Hernia Society) przedstawił wytyczne w postępowaniu z przepuklinami pachwinowymi z zaleceniami oparcia się w diagnostyce przedoperacyjnej na badaniu klinicznym, badaniu ultrasonograficznym (USG), a w razie trudności diagnostycznych zastosowaniu rezonansu magnetycznego (MRI).